# Edward Kitsis
Edward Lawrence Kitsis (født 4. februar 1971 i Minnesota) er en amerikansk manuskriptforfatter og tv-producer, bedst kendt for sit arbejde på American Broadcasting Companys hit-drama Lost. Mange af afsnittene til Lost er skrevet i samarbejde med Adam Horowitz. De to mødtes under "Introduktion til Film" på University of Wisconsin-Madison.